# Morlaye Camara
Morlaye Camara (Kindia, 1933 – Conakry, 13 agosto 2018) è stato un calciatore guineano, di ruolo portiere.

## Biografia
È morto nell'indigenza nel 2018.

## Caratteristiche tecniche
Era un abile e sicuro portiere, bravo anche a neutralizzare i tiri di rigore.

## Carriera

### Club
Ha iniziato la carriera agonistica nel 1943 nell'Association sportive de Kindia, per poi passare per un biennio (1956-1957) nella Société sportive de Guinée di Conakry. Da lì poi tornò all'ASK.

### Nazionale
Con la nazionale della Guinea ha giocato 35 incontri, divenendo uno delle colonne della Syli Nationale. Con la sua nazionale fece degli stage formativi nell'Europa orientale, Germania Est, Cecoslovacchia e Ungheria. Con la nazionale olimpica ha partecipato al torneo olimpico disputatosi in Messico nel 1968. Con la sua nazionale non riuscì a superare la fase a gironi.
Ha inoltre partecipato con la sua nazionale alla Coppa delle nazioni africane 1970, non superando la fase a gironi.

## Statistiche

### Cronologia presenze e reti in nazionale[4]
| Cronologia completa delle presenze e delle reti in nazionale ― Guinea | Cronologia completa delle presenze e delle reti in nazionale ― Guinea | Cronologia completa delle presenze e delle reti in nazionale ― Guinea | Cronologia completa delle presenze e delle reti in nazionale ― Guinea | Cronologia completa delle presenze e delle reti in nazionale ― Guinea | Cronologia completa delle presenze e delle reti in nazionale ― Guinea | Cronologia completa delle presenze e delle reti in nazionale ― Guinea | Cronologia completa delle presenze e delle reti in nazionale ― Guinea |
| Data                                                                  | Città                                                                 | In casa                                                               | Risultato                                                             | Ospiti                                                                | Competizione                                                          | Reti                                                                  | Note                                                                  |
| --------------------------------------------------------------------- | --------------------------------------------------------------------- | --------------------------------------------------------------------- | --------------------------------------------------------------------- | --------------------------------------------------------------------- | --------------------------------------------------------------------- | --------------------------------------------------------------------- | --------------------------------------------------------------------- |
| 11-2-1970                                                             | Wad Madani                                                            | Ghana                                                                 | 1 – 1                                                                 | Guinea                                                                | Coppa d'Africa 1970 - 1º turno                                        | -1                                                                    |                                                                       |
| Totale                                                                |                                                                       | Presenze                                                              | 1                                                                     |                                                                       | Reti                                                                  | -1                                                                    |                                                                       |